# Список замков Скоттиш-Бордерса
Ниже представлен список замков в округе Скоттиш-Бордерс (приграничье), Шотландия.
| Название                                                | Тип                                 | Дата постройки           | Состояние           | Изображение | Владение                           | Примечания |
| ------------------------------------------------------- | ----------------------------------- | ------------------------ | ------------------- | ----------- | ---------------------------------- | --- |
| Замок Эйтон (англ. Ayton Castle)                        | особняк в стиле шотландских баронов | 1850-е                   | сохранился          |             | частная собственность              | Некогда оплот клана Хоум. Пиль-башня XV века заменена особняком, сгоревшим в 1834 году. С 1840-х годов во владении Уильяма Митчелла-Иннеса (1778—1860), главного кассира Королевского банка Шотландии; построен новый особняк. В 1895—2015 годах во владении Лидделл-Грейнджеров.                                                                                 |
| Замок Билли (англ. Billie Castle)                       | замок                               | XV в.                    | насыпь              |             |                                    | Изначально земли клана Данбар; конфискован Короной и пожалован Рентонам в 1540 году. Разрушен Эдуардом Сеймуром, 1-м герцогом Сомерсет во время Грубого сватовства в мае 1544 года. |
| Замок Бортвик (англ. Borthwick Castle)                  | рыцарская башня                     | XVI в.                   | не сохранился       |             |                                    | Построен кланом Кокберн. Разобран на строительный камень, снесён ок. 1970 года. |
| Замок Бранксхольм (англ. Branxholme Castle)             | рыцарская башня                     | XVI в.                   | перестроен          |             | частная собственность              | Принадлежал клану Скотт. Сожжён 6-м графом Нортумберленд в 1532 году; восстановлен. Снова разрушен 3-м графом Сассекс и лордом Хансдон в 1570 году. Встроен в особняк 5-м герцогом Баклю в 1837 году. Площадка для мероприятий. |
| Замок Кессфорд (англ. Cessford Castle)                  | рыцарская башня                     | ок. 1450                 | руины               |             |                                    | Построен Эндрю Кером, предком герцогов Роксбург. В 1523 году осаждён Томасом Говардом, 2-м герцогом Норфолк. Заброшен ок. 1650 года и пришёл в упадок. |
| Замок Корсби (англ. Corsbie Castle)                     | рыцарская башня                     | XVI в.                   | руины               |             |                                    | Принадлежал Крэнстонам до середины XVII века. Охраняется государством. |
| Замок Краншос (англ. Cranshaws Castle)                  | пиль-башня                          | XV в.                    | восстановлен        |             | частная собственность              | Часть баронии Ботвелл, принадлежавшей Олифантам. В разное время во владении лордов Олифант, графов Мортон и Дуглас. В XVIII веке отреставрирован Джорджем Дугласом, 13-м графом Мортон. Восстановлен в конце XIX века. Частная резиденция. |
| Замок Каверс (англ. Cavers Castle)                      | рыцарская башня                     | конец XV — начало XVI в. | руины               |             | частная собственность              | Построен Дугласами на месте более ранней крепости Баллиолов. Был неоднократно атакован англичанами. Перестроен в XVII веке и в 1890-х годах в стиле шотландских баронов. В 1950-х годах частично снесён, удалена крыша. |
| Замок Дрочил (англ. Drochil Castle)                     | замок                               | 1578                     | руины               |             | Герцог Баклю                       | Строительство начато Джеймсом Дугласом, 4-м графом Мортон за три года до своей казни. Не был завершён. В 1686 году приобретён Уильямом Дугласом, 1-м герцогом Куинсберри. |
| Башня Драйхоуп (англ. Dryhope Tower)                    | пиль-башня                          | ок. 1535                 | руины               |             |                                    | Принадлежала Уоту Скотту (1550—1629), знаменитому разбойнику пограничья и предку Вальтера Скотта. Разрушена Яковом VI в 1592 году; восстановлена. Заброшена во второй половине XVII века. |
| Замок Данс (англ. Duns Castle)                          | особняк                             | XVII в.                  | перестроен          |             | частная собственность              | Включает донжон, построенный Томасом Рэндольфом, 1-м графом Морей ок. 1320 года. Частично разрушен ок. 1545 года; восстановлен. В 1698 году куплен младшим сыном 1-го графа Твиддэйл), принадлежит его потомкам. Перестроен в 1791—1798 и 1818—1822 годах. Площадка для мероприятий.                                                                              |
| Замок Эдрингтон (англ. Edrington Castle)                | замок                               | XIV в.                   | не сохранился       |             | частная собственность              | Часть поместья Эдрингтон. Принадлежал Лодерам из замка Басс. Руины частично встроены в фермерские постройки. План 1796 года, на котором изображены замок Эдрингтон и мельница. |
| Башня Эвело (англ. Evelaw Tower)                        | рыцарская башня                     | ок. 1576                 | руины               |             |                                    | Земля выкуплена Уильямом Дугласом у Драйбургского аббатства в 1576 году; позже перешла к Синклерам в результате брака. Продана семье Смит в 1731 году. |
| Замок Фаст (англ. Fast Castle)                          | четырёхугольный замок               | ок. 1333                 | руины               |             | частная собственность              | Размещал английский гарнизон. В 1410 году захвачен Патриком Данбаром, сыном 3-го графа Марч. Перешёл к лордам Хьюм. Разрушен в междоусобице между аристократами в 1515 году; вскоре восстановлен. К началу XVII века пришёл в упадок. |
| Замок Фатлипс (англ. Fatlips Castle)                    | пиль-башня                          | XIV в.                   | восстановлен        |             | частная собственность              | Построен кланом Тернбулл. В 1705 году куплен сэром Гилбертом Эллиотом, чьи потомки стали графами Минто. Восстановлен в 1857 году; использовался до 1960-х годов. Отреставрирован в 2011—2013 годах |
| Замок Фернихерст (англ. Ferniehirst Castle)             | замок                               | ок. 1470                 | восстановлен        |             | Маркиз Лотиан                      | Родовое гнездо клана Керр. Повреждён англичанами в 1570-х годах и Яковом VI в 1593 году. В XVIII веке пришёл в упадок; восстановлен в 1890 году. Отремонтирован в 1988 году 12-м маркизом Лотиан. Частная резиденция. |
| Замок Флорс (англ. Floors Castle)                       | особняк                             | 1721—1726                | перестроен          |             | Герцог Роксбург                    | Земли клана Керр с XII века. Построен Уильямом Адамом вокруг средневековой рыцарской башни для 1-го герцога Роксбург. Перестроен Уильям Генри Плейфэр по заказу 6-го герцога в 1837 году. Частная резиденция. |
| Башня Фултон (англ. Fulton Tower)                       | рыцарская башня                     | XVI в.                   | руины               |             |                                    | Принадлежал клану Хоум. В 1570 году перешёл к Тернбуллам в результате брака. Сожжён 1-м герцогом Сомерсет во время Грубого сватовства в сентябре 1545 года. |
| Башня Гринноу (англ. Greenknowe Tower)                  | рыцарская башня                     | 1581                     | руины               |             | Агентство «Историческая Шотландия» | Перешла к Сетонам в начале XV века в результате брака с наследницей Гордонов. В XVII веке продана Принглам. Здание было слегка перестроено и отремонтировано. Обитаема до середины XIX века. С 1937 года на попечении государства; проведены консолидационные работы.                                                                                             |
| Замок Эрмитаж (англ. Hermitage Castle)                  | мотт и бейли                        | ок. 1240                 | частично руины      |             | Агентство «Историческая Шотландия» | Построен Николасом I де Соулсом, лордом Лиддесдейл. После смерти Уильяма II де Соулса в 1321 году перешёл к его родичу сэру Уильяму Дугласу, который продолжил строительство. В 1455 году 5-й граф Ангус передал его Короне. Позже принадлежал 4-му графу Ботвелл, мужу Марии Стюарт, и 1-му лорду Скотт из Баклю. Заброшен в начале XVII века и пришёл в упадок. |
| Замок Хьюм (англ. Hume Castle)                          | крепость                            | начало XIII в.           | руины               |             | Клан Хьюм                          | Построен кланом Хьюм, будущими лордами и графимо Хьюм. Заброшен в начале XVII века. Взят силами Кромвеля в 1650 году и разрушен. В начале XVIII века во владении графов Марчмонт; восстановлен в качестве каприза. В 2006 году передан клану Хьюм, управляется агентством «Историческая Шотландия».                                                               |
| Замок Джедборо (англ. Jedburgh Castle)                  | замок                               | XIII в.                  | не сохранился       |             |                                    | Участвовал в войнах за независимость Шотландии, разрушен Джеймсом Дугласом, 7-м графом Дуглас в 1409 году. На его месте в 1823 году построена тюрьма, которая закрылась в 1868 году. Ныне музей. |
| Башня Киркхоуп (англ. Kirkhope Tower)                   | пиль-башня                          | середина XVI в. (?)      | восстановлена       |             | частная собственность              | Сожжена Чарльзом Брэндоном, 1-м герцогом Саффолк в начале Грубого сватовства. Позднее во владении Энн Скотт, 1-й герцогини Баклю и пришла в упадок. Восстановлена в 1990-х годах. Частная резиденция. |
| Замок Ламбертон (англ. Lamberton Castle)                | замок                               | неизвестно               | не сохранился       |             |                                    | Построен кланом Линдси. Разрушен Эдуардом Сеймуром, 1-м герцогом Сомерсет в 1544 году. |
| Башня Лантон (англ. Lanton Tower)                       | рыцарская башня                     | XVI в.                   | восстановлена       |             | частная собственность              | В разное время принадлежала Кранстонам и Дугласам. Восстановлена в 1989 году, пристроен современный особняк. Частная резиденция. |
| Башня Лодер (англ. Lauder Tower)                        | рыцарская башня                     | XV в.                    | не сохранилась      |             |                                    | Разобрана между 1699 и 1701 годами. |
| Башня Мангертон (англ. Mangerton Tower)                 | рыцарская башня                     | XVI в.                   | руины               |             |                                    | Принадлежала Армстронгам. Сожжена в 1543 году англичанами, позднее восстановлена. Лэрд Мангертона поддерживал графа Ботвелл против Якова VI. |
| Башня Мервинсло (англ. Mervinslaw Tower)                | пиль-башня                          | XVI в.                   | руины               |             |                                    | Построена Оливерами. В хорошей сохранности, за исключением крыши. |
| Башня Мьюрклех (англ. Muircleuch Tower)                 | рыцарская башня                     | неизвестно               | руины               |             |                                    | Принадлежала семье Лодер, когда-то находилась недалеко от долины Мьюир-Клех. |
| Замок Нейдпат (англ. Neidpath Castle)                   | рыцарская башня                     | 1263—1266                | руины               |             | Граф Уимс и Марч                   | Построен старшим шерифом Саймоном Фрейзером из замка Оливер. В начале XIV века перешли к клану Хэй в результате брака. Повреждён силами Кромвеля в 1650 году. В 1660-х годах перестроен и расширен 2-м графом Твиддэйл; продан в 1686 году 1-му герцогу Куинсберри. Закрыт для публики.                                                                           |
| Замок Ньюарк (англ. Newark Castle)                      | рыцарская башня                     | ок. 1475                 | руины               |             |                                    | Пожалован 5-му графу Дуглас ок. 1423 года. С 1455 года в собственности Короны; принадлежал Маргарите Датской и Маргарите Тюдор. Сожжён англичанами в 1548 году. Каменные стены датируются ок. 1550 годом, смотровые башни — ок. 1600 годом. Перестроен 1-й герцогиней Баклю в конце XVII века.                                                                    |
| Нисбет-хаус (англ. Nisbet House)                        | особняк                             | 1630-е                   | восстановлен        |             | частная собственность              | Построен сэром Александром Нисбетом на основе пиль-башни XII века; западная башня добавлена в 1774 году. Продан Джону Керу в 1652 году. В 1950-х годах его потомки (лорд Синклер) продали замок 2-му барону Брокет; перепродан. После реконструкции частная резиденция.                                                                                           |
| Замок Лодер (англ. Lauder Castle)                       | замок                               | XI в.                    | не сохранился       |             |                                    | В 1138 году баронство Лодердейл вместе с замком пожаловано Гуго де Морвилю, констеблю Шотландии. Во время Первой войны за независимость Шотландии вероятно уже лежал в руинах. |
| (Старый) замок Тирлстейн (англ. Old Thirlestane Castle) | пиль-башня                          | неизвестно               | руины               |             |                                    | В XIII векам перешёл к Мейтлендам в результате брака. В конце XVI века семья перебралась в одноимённый новый замок, а старый был заброшен и пришёл в упадок. |
| Замок Пиблс (англ. Peebles Castle)                      | мотт и бейли                        | XII в.                   | не сохранился       |             |                                    | Королевский бург Давида I. |
| Башня Поссо (англ. Posso Tower)                         | рыцарская башня                     | XVI в.                   | руины               |             |                                    | Приобретена баронетами Несмит у Бэрдов. В 1775 году рядом был построен особняк; к тому времени башня уже лежала в руинах. |
| Замок Роксборо (англ. Roxburgh Castle)                  | замок                               | ок. 1128                 | руины               |             | Герцог Роксбург                    | Королевский бург Давида I; в 1174 году захвачен англичанами. В 1314 году отбит Джеймсом Дугласом, 5-м лордом Дуглас и разрушен. Ещё несколько раз переходил из рук в руки и ремонтировался. При осаде шотландцами в 1460 году погиб Яков II; после взятия замок был разрушен.                                                                                     |
| Башня Смейлхолм (англ. Smailholm Tower)                 | пиль-башня                          | начало XVI в.            | восстановлена       |             | Агентство «Историческая Шотландия» | Построена кланом Прингл. Атакована англичанами в 1543, 1544 и 1546 годах. Продана Скоттам из Хардена ок. 1645 года. 5-й граф Элсмир передал руины государству в 1950 году. Отреставрирована в 1980-х годах, ныне музей. |
| Замок Тирлстейн (англ. Thirlestane Castle)              | замок                               | ок. 1587                 | перестроен          |             | частная собственность              | Земли приобретены у Кранстонов сэром Джоном Мейтландом, который построил новый замок на месте форта XIII века. Родовое гнездо графов Лодердейл. Перестроен и расширен герцогом Лодердейл в 1670-х годах. С 1984 года управляется благотворительным фондом; открыт для публики.                                                                                    |
| Траквейр-хаус (англ. Traquair House)                    | укреплённый особняк                 | XV в.                    | сохранился          |             | частная собственность              | В 1478 году продан 1-м графом Бьюкен. Родовое гнездо графов Траквейр на протяжении 400 лет; ныне частная резиденция их непрямых потомков. На территории поместья находится знаменитая пивоварня Траквейр. |
| Башня Ташило (англ. Tushielaw Tower)                    | рыцарская башня                     | 1507                     | фрагментарные руины |             |                                    | Построена Адамом Скоттом (ум. 1530). |
| Замок Венло (англ. Venlaw Castle)                       | особняк в стиле шотландских баронов | 1782                     | сохранился          |             | Клан Росс                          | Ранее на этом месте располагался замок Смитфилд, построенный кланом Хэй в XIV века и разрушенный в XVIII веке. Много раз менял владельцев. С 1949 года гостиница; с 1997 года во владении Россов. Отреставрирован в 2021 году. |
| Башня Уоллес (англ. Wallace’s Tower)                    | рыцарская башня                     | XVI в.                   | руины               |             |                                    | Принадлежала Керрам, в частности Уолтеру Керу из Сессфорда согласно хартии 1543 года. |
| Замок Уэддерберн (англ. Wedderburn Castle)              | особняк                             | 1771—1775                | сохранился          |             | частная собственность              | Родовое гнездо Хоумов из Уэддерберна с середины XVI века. Спроектирован Робертом и Джеймсом Адамами и включает рыцарскую башню XV века. Принадлежит потомкам Хоумов; площадка для мероприятий. |
| Башня Уитслейд (англ. Whitslaid Tower)                  | пиль-башня                          | неизвестно               | руины               |             |                                    | Родовое гнездо Лодеров на протяжении 300 лет. На начало XVIII века всё ещё обитаема. |